# Katherine LaNasa
Katherine LaNasa (Nova Orleães, 1 de dezembro de 1966) é uma atriz coreografa e ex-bailarina estadunidense.

## Inicio de Vida
LaNasa nasceu em Nova Orleans, Louisiana. Ela é filha de Anne e de James J. LaNasa, Jr., um cirurgião plástico. LaNasa começou a dançar com 12 anos de idade e com a 14 ela foi aceita na North Carolina School of the Arts em Winston-Salem, Carolina do Norte.

### Vida Pessoal
LaNasa casou com o ator Dennis Hopper em junho de 1989 o casal se divorciou em abril de 1992. Hopper e LaNasa teveram um filho, Henry Lee Hopper nascido em 1990, também é ator.
Em 19 de maio de 1998, ela se casou com o ator cômico francês Stewart. Eles se conheceram quando ela fez uma aparição em um episódio na série 3rd Rock from the Sun. Os dois se divorciaram logo depois. Em julho de 2012, LaNasa tornou-se noiva do ator Grant Show. Eles se casaram em 18 de agosto de 2012.